# Valle dell’Angelo
Valle dell’Angelo község (comune) Olaszország Campania régiójában, Salerno megyében.

## Fekvése
A megye központi részén fekszik. Határai: Laurino, Piaggine, Rofrano és Sanza. A település a Calore Lucano folyó völgyében fekszik a Monte Ausinito lábánál.

## Története
Alapításáról pontos adatok nincsenek. 1571-ig Laurino része volt. A következő századokban nemesi birtok volt. A 19. században nyerte el önállóságát, amikor a Nápolyi Királyságban felszámolták a feudalizmust.

## Népessége
A népesség számának alakulása:

## Főbb látnivalói
- San Barbato-templom
- San Sebastiano-kápolna
- San Leonardo-kápolna